# ࢶ
ࢶ‬ – litera rozszerzonego alfabetu arabskiego, wykorzystywana w dialekcie Baraawe języka suahili. Używana jest do oznaczenia dźwięku [mba].

## Postacie litery
| Postać: | izolowana | końcowa | środkowa | początkowa |
| ------- | --------- | ------- | -------- | ---------- |
| Wygląd: | ࢶ‬         | ـࢶ‬      | ـࢶـ‬      | ࢶـ‬         |

## Kodowanie
| Znak                   | ࢶ                                       | ࢶ                                       |
| ---------------------- | --------------------------------------- | --------------------------------------- |
| Nazwa w Unikodzie      | Arabic letter Beh with small Meem above | Arabic letter Beh with small Meem above |
| Kodowanie              | dziesiątkowo                            | szesnastkowo                            |
| Unicode                | 2230                                    | U+08B6                                  |
| UTF-8                  | 224 162 182                             | e0 a2 b6                                |
| Odwołania znakowe SGML | &#2230;                                 | &#x08B6;                                |